# Закрешевский, Артур
Артур Закрешевский (латыш. Artūrs Zakreševskis; 7 августа 1971, Рига, Латвийская ССР, СССР) — латвийский футболист, экс-игрок сборной Латвии. В настоящее время[когда?] помощник тренера сборной Латвии U-15.
В течение всей футбольной карьеры выступал за разные латвийские клубы, в том числе числе за ведущую команду страны «Сконто».
В составе сборной Латвии был участником Евро-2004.